# Lliga cubana de futbol
La lliga cubana de futbol, la màxima categoria de la qual s'anomena Campeonato Nacional de Fútbol (Campionat Nacional de Futbol), és la màxima competició de Cuba de futbol.

## Equips participants temporada 2008/09
- FC Pinar del Río
- FC Ciudad de La Habana
- FC La Habana
- FC Isla de La Juventud (Nueva Gerona)
- FC Villa Clara
- FC Cienfuegos
- FC Matanzas
- FC Industriales
- FC Camagüey
- FC Las Tunas
- FC Sancti Spíritus
- FC Ciego de Ávila
- FC Guantánamo
- CF Granma (Bayamo)
- FC Santiago de Cuba
- FC Holguín

## Historial
Font:
- 1912:  Rovers AC (L'Havana) (1)
- 1913:  CD Hatuey (L'Havana) (1)
- 1914:  Rovers AC (L'Havana) (2)
- 1915:  Hispano América (L'Havana) (1)
- 1916:  La Habana FC (1)
- 1917:  Iberia (L'Havana) (1)
- 1918:  Iberia (L'Havana) (2)
- 1919:  Hispano América (L'Havana) (2)
- 1920:  Hispano América (L'Havana) (3)
- 1921:  Hispano América (L'Havana) (4)
- 1922:  Iberia (L'Havana) (3)
- 1923:  Iberia (L'Havana) (4)
- 1924:  Olimpia (1)
- 1925:  Fortuna (L'Havana) (1)
- 1926:  Real Iberia (L'Havana) (5)
- 1927:  Juventud Asturiana (L'Havana) (1)
- 1928:  Real Iberia (L'Havana) (6)
- 1929:  Real Iberia (L'Havana) (7)
- 1930:  Deportivo Español (Santiago de Cuba) (1)
- 1931:  Centro Gallego (L'Havana) (1)
- 1932:  Centro Gallego (L'Havana) (2)
- 1933:  Juventud Asturiana (L'Havana) (2)
- 1934:  Real Iberia (L'Havana) (8)
- 1935:  Juventud Asturiana (L'Havana) (3)
- 1936:  Juventud Asturiana (L'Havana) (4)
- 1937:  Centro Gallego (L'Havana) (3)
- 1938:  Centro Gallego (L'Havana) (4)
- 1939:  Centro Gallego (L'Havana) (5)
- 1940:  Centro Gallego (L'Havana) (6)
- 1941:  Juventud Asturiana (L'Havana) (5)
- 1942:  Dep. Puentes Grandes (L'Havana) (1)
- 1943:  Dep. Puentes Grandes (L'Havana) (2)
- 1944:  Juventud Asturiana (L'Havana) (6)
- 1945:  Centro Gallego (L'Havana) (7)
- 1946: no es disputà
- 1947:  Centro Gallego (L'Havana) (8)
- 1948:  Juventud Asturiana (L'Havana) (7)
- 1949:  Diablos Rojos (Santiago de Cuba) (1)
- 1950:  Hispano América (L'Havana) (5)
- 1951:  Deportivo San Francisco (L'Havana) (1)
- 1952:  Deportivo San Francisco (L'Havana) (2)
- 1953:  Deportivo San Francisco (L'Havana) (3)
- 1954:  Deportivo San Francisco (L'Havana) (4)
- 1955:  Deportivo San Francisco (L'Havana) (5)
- 1956:  Casino Español (L'Havana) (1)
- 1957:  Deportivo San Francisco (L'Havana) (6)
- 1958:  Deportivo Mordazo (L'Havana) (1)
- 1959:  Deportivo Mordazo (L'Havana) (2)
- 1960:  Cerro (L'Havana) (1)
- 1961:  Deportivo Mordazo (L'Havana) (3)
- 1962: no es disputà
- 1963:  Industriales (L'Havana) (1)
- 1964:  Industriales (L'Havana) (2)
- 1965:  FC La Habana (1)
- 1966:  FC La Habana (2)
- 1967:  FC La Habana (3)
- 1968:  Granjeros (Camagüey) (1)
- 1969:  Granjeros (Camagüey) (2)
- 1970:  Granjeros (Camagüey) (3)
- 1971: no es disputà
- 1972:  Industriales (L'Havana) (3)
- 1973:  Industriales (L'Havana) (4)
- 1974:  Azucareros (Las Villas) (1)
- 1975:  Granjeros (Camagüey) (4)
- 1976:  Azucareros (Las Villas) (2)
- 1977:  Granjeros (Camagüey) (5)
- 1978-79:  FC Ciudad de La Habana (1)
- 1979:  FC Ciudad de La Habana (2)
- 1980:  FC Villa Clara (1)
- 1981:  FC Villa Clara (2)
- 1982:  FC Villa Clara (3)
- 1983:  FC Villa Clara (4)
- 1984:  FC Ciudad de La Habana (3)
- 1985:  FC Cienfuegos (1)
- 1986:  FC Villa Clara (5)
- 1987:  FC Pinar del Río (1)
- 1988-89:  FC Pinar del Río (2)
- 1989-90:  FC Pinar del Río (3)
- 1990-91:  FC Cienfuegos (2)
- 1991-92:  FC Pinar del Río (4)
- 1992:  FC Villa Clara (6)
- 1993:  FC Ciego de Ávila (1)
- 1994:  FC Ciudad de La Habana (4)
- 1995:  FC Pinar del Río (5)
- 1996:  FC Villa Clara (7)
- 1997:  FC Villa Clara (8)
- 1998:  FC Ciudad de La Habana (5)
- 1999-00:  FC Pinar del Río (6)
- 2000-01:  FC Ciudad de La Habana (6)
- 2001-02:  FC Ciego de Ávila (2)
- 2002-03:  FC Villa Clara (9)
- 2003:  FC Ciego de Ávila (3)
- 2004-05:  FC Villa Clara (10)
- 2005-06:  FC Holguín (1)
- 2006:  FC Pinar del Río (7)
- 2007:  FC Cienfuegos (3)
- 2008-09:  FC Cienfuegos (4)
- 2009-10:  FC Ciego de Ávila (4)
- 2010-11:  FC Villa Clara (11)
- 2011-12:  FC Villa Clara (12)
- 2013:  FC Villa Clara (13)
- 2014:  FC Ciego de Ávila (5)
- 2015:  FC Camagüey (1)
- 2016:  FC Villa Clara (14)
- 2017:  FC Santiago de Cuba (1)
- 2018:  FC Santiago de Cuba (2)
- 2019:  FC Santiago de Cuba (3)
- 2020: Campionat cancel·lat
- 2021: No es disputà
- 2022:  FC Artemisa (1)
- 2023:  FC Holguín (2)